# Glinjani
Glinjani  (gornjelužiškosrbsko Glinjany, nemško Linonen) so bili v primerjavi z Obodriti in Veleti majhno ljudstvo Polabskih Slovanov. Prvič so bili omenjeni v zgodnjem 9. stoletju. Živeli so severno in vzhodno od Labe, južno od Veletov in Obodritov, severno od Hevelov in severovzhodno od Sasov. Glinjani  so bili morda podskupina Veletov in pogosto pod oblastjo Obodritov. 
Lorških letopisi uvrščajo Glinjane med Vende. Po Letopisih Frankovskega kraljestva so Glinjani in Smeldingi "prebegnili" k danskemu kralju Gudfredu, v odgovor pa je frankovski kralj Karel Mlajši opustošil njihovo deželo. Glinjani so se verjetno podredili danski oblasti in tistega leta sodelovali pri napadu Dancev na Obodrite, kar je imelo za posledico uničenje velikega trgovskega središča Rerik. Letopisi namigujejo, da so pred tem  priznavali suverenost Frankov. Namesto da bi Franki neposredno priskočili na pomoč svojim zaveznikom Obodritom z napadom na Dance, so se odločili za kazenski pohod proti šibkejšim Glinjanom  in Smeldingom, ki so bili bolj dostopni in bolj neposredno nevarni, saj so živeli na meji frankovskega imperija. Vojska, ki jo je osebno vodil sin cesarja Karla Velikega, je verjetno prihajala predvsem iz Nevstrije. Medtem ko Letopisi Frankovskega kraljestva prikazujejo pohod kot frankovsko zmago, Lorški letopisi pohod opisujejo kot polomijo ali preobrat z velikimi izgubami na obeh straneh, ki mu je sledil umik Frankov. Moissaški letopisi potrjuje, da je Karel Mlajši utrpel resne izgube. Odziv Dancev, ki so zaprosili za mir, kaže, da je bil frankovski pohod vendarle uspešen.
Leta 811 je Karel Veliki po letnem spomladanskem zboru poslal proti Glinjanom  še eno kazensko odpravo. Vojska je obnovila tudi trdnjavo Höhbeck, ki so jo uničili Veleti leta 810. V ta napad so bili morda vpleteni tudi Glinjani. Po Moissaških letopisih so bile leta 811 opustošene tudi dežele Betincev.
V kasnejših zapisih se Glinjani občasno omenjajo v povezavi z Obodriti. Leta 838 se je Ludvik Nemški uprl cesarju Ludviku Pobožnemu, medtem ko je danski kralj Horik I. zahteval, da cesar prenese oblast nad Obodriti na Dansko. Sledila je splošna vstaja med Polabskih Slovanov. V njej naj bi bili udeleženi  Obodriti, Veleti,  Glinjani, Lužiški Srbi in Kolodi. Po Sanbertinskih letopisih je Ludvik Pobožni leta 839 proti Ododritom in Glinjanom  poslal vojsko, sestavljeno iz Avstrazijcev in Turingov. Fuldski letopisi omenjajo, da je leta 858 kralj Ludvik Nemški  proti Ododritom in Glinjanom  poslal vojsko pod poveljstvom svojega sina Ludvika Mlajšega. Pohod je bil morda povezan z danskim napadom na Saško, omenjenim v Sanbertinskih letopisih.
Glinjani so eno od ljudstev, navedenih v Katalogu trdnjav in regij severno od Donave, sestavljenem na dvoru Ludvika Nemškega med letoma 844 in 862, najverjetneje leta 845. Ljudstva, ki so živela na meji Ludvikovega kraljestva so navedena od severa proti jugu. Glinjani, "ki imajo sedem trdnjav", so omenjeni za Veleti in pred  Bitinci, Smeldingi in Moričani, ki so združeni v celoto.